# Phyllotis bonariensis
Phyllotis bonariensis là một loài động vật có vú trong họ Cricetidae, bộ Gặm nhấm. Loài này được Crespo mô tả năm 1964.